# Rheocricotopus robacki
Rheocricotopus robacki är en tvåvingeart som först beskrevs av Beck 1964.  Rheocricotopus robacki ingår i släktet Rheocricotopus och familjen fjädermyggor. Inga underarter finns listade i Catalogue of Life.